# Тупіса
Тупіса (ісп. Tupiza) — місто в болівійському департаменті Потосі. 

## Географія
Тупіса розташована у південній частині країни неподалік від кордону з Аргентиною.

### Клімат
Місто знаходиться у зоні, котра характеризується кліматом тропічних степів. Найтепліший місяць — січень із середньою температурою 13.8 °C (56.8 °F). Найхолодніший місяць — липень, із середньою температурою 5.8 °С (42.4 °F).
| Клімат Тупіси           | Клімат Тупіси | Клімат Тупіси | Клімат Тупіси | Клімат Тупіси | Клімат Тупіси | Клімат Тупіси | Клімат Тупіси | Клімат Тупіси | Клімат Тупіси | Клімат Тупіси | Клімат Тупіси | Клімат Тупіси | Клімат Тупіси |
| Показник                | Січ.          | Лют.          | Бер.          | Квіт.         | Трав.         | Черв.         | Лип.          | Серп.         | Вер.          | Жовт.         | Лист.         | Груд.         | Рік           |
| Середня температура, °C | 13,8          | 13,5          | 13,3          | 11,4          | 8,3           | 6,1           | 5,8           | 7,4           | 9,6           | 12,1          | 13,4          | 13,7          | 10,7          |
| Норма опадів, мм        | 74.6          | 63.9          | 35.7          | 5             | 0.8           | 0.9           | 0.7           | 0.8           | 2             | 4.6           | 24.2          | 64.2          | 277.4         |
| Днів з опадами          | 15,8          | 13,5          | 10,4          | 3,5           | 0,2           | 0             | 0             | 0,7           | 1,2           | 3,9           | 7,3           | 14,5          | 71            |
| Вологість повітря, %    | 64            | 64.2          | 62.2          | 51.4          | 38.9          | 35.8          | 34            | 35.1          | 38.3          | 46.3          | 54            | 61            | 48.8          |
| ----------------------- | ------------- | ------------- | ------------- | ------------- | ------------- | ------------- | ------------- | ------------- | ------------- | ------------- | ------------- | ------------- | ------------- |
| Джерело: Weatherbase    |               |               |               |               |               |               |               |               |               |               |               |               |               |